# Kaulak
Antonio Cánovas del Castillo y Vallejo, també anomenat Dalton Kaulak o simplement «Kaulak» (Madrid, 1862 - ibíd., 13 de setembre de 1933, va ser un conegut fotògraf espanyol, nebot d'Antonio Cánovas del Castillo. També va exercir com a crític d'art, col·laborador en diferents publicacions literàries i pintor.

## Biografia
Antonio Cánovas del Castillo y Vallejo va néixer a Madrid, en 1862. Va ser advocat i va ocupar diversos càrrecs públics abans de dedicar-se a la fotografia, entre ells alts càrrecs en els ministeris de Governació i de Gracia i Justícia d'Espanya, a més de diputat en Corts per Cieza a les eleccions generals espanyoles de 1891 i 1893 i governador civil de Màlaga. Exercí la crítica artística, ja que dirigí La correspondencia de la España Ilustrada, i també fou pintor sota el mestratge de Carlos de Haes, firmant les seves obres com a Vascano.

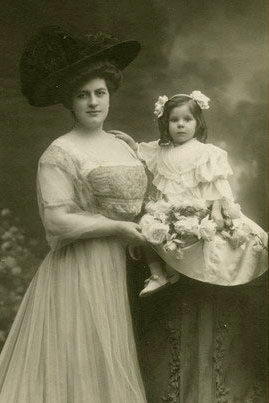
Dalton Kaulak, Retrat de Julia Schmidtlein y García-Teruel amb la seva filla Carolina de Bermejillo, Madrid, 1908.

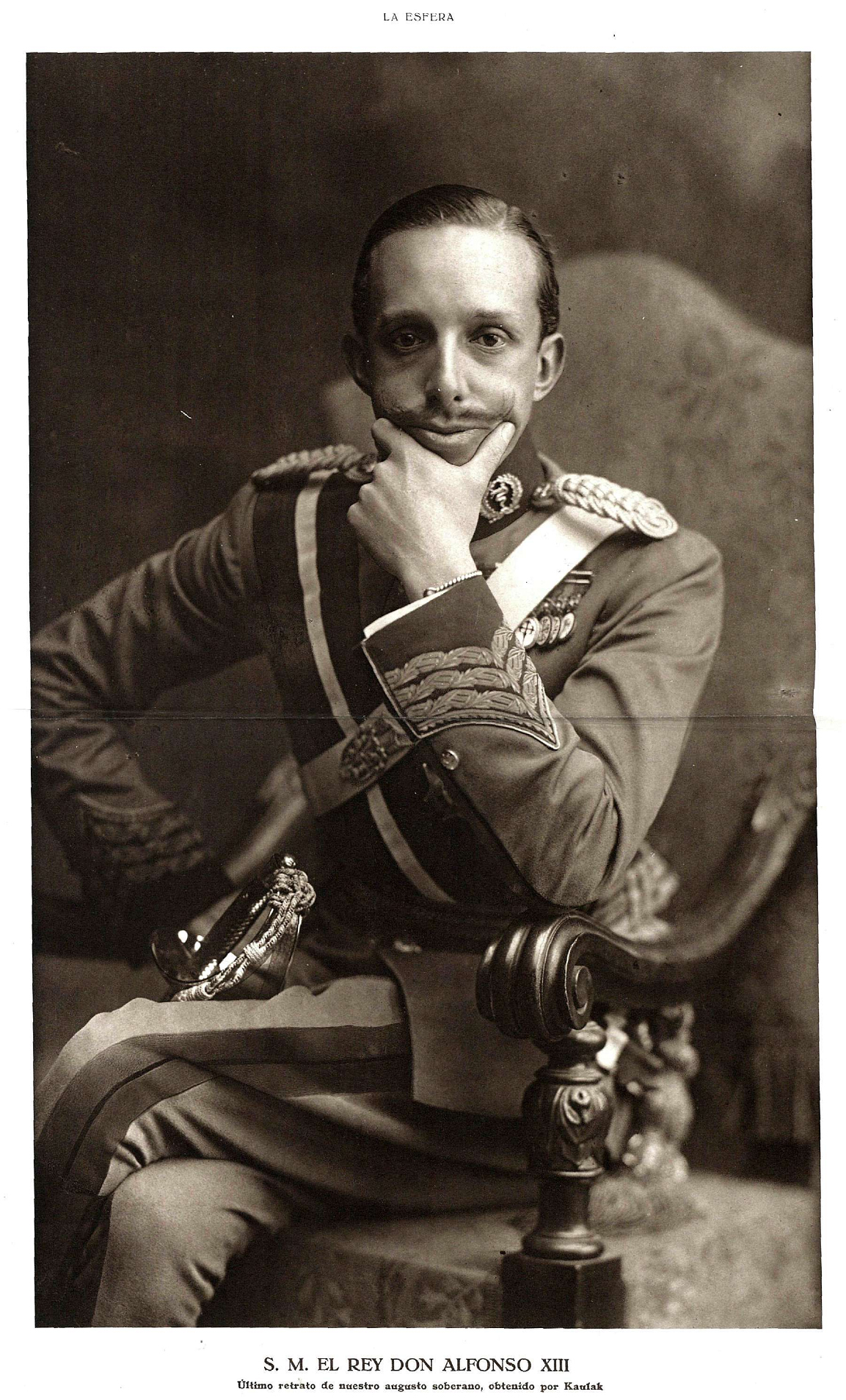
Retrat d'Alfons XIII obra de Kaulak, publicat a La Esfera en 1915.

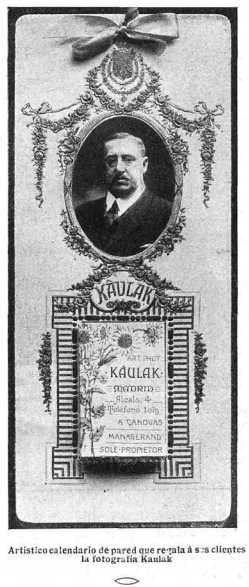
Calendari de paret de Kaulak, publicat a Mundo Gráfico en 1913.

Pel que fa a la seva activitat fotogràfica, es va oposar al pictorialisme imperant en la seva època —al que va estar adscrit en els seus inicis com a fotògraf— i va conrear un retrat polit, professional i «purista» al servei de la burgesia, arribant a afirmar-se que «va caure presa de l'academicisme temàtic». Arribà a ser denominat «el Nadar espanyol». En 1907 la seva revista La Fotografía publicà l el que va voler que fos un manifest de defunció de l'impressionisme fotogràfic amb les paraules:
| «                                                  | La Nena Gomita Bicromatada y Flou ha subido al Limbo a los dos años de edad. R.I.P. | » |
| — La Fotografía, año 1907-1908, págs. 12, 22 y 23. |                                                                                     |   |

Els seus retrats van recollir imatges dels més importants polítics de la seva època com Antoni Maura i Montaner, escriptors com José de Echegaray, companys de la Reial Societat Fotogràfica com Guirao Girada, toreros com Manuel Granero i, per descomptat, la família reial.
En 1901 va crear la revista La Fotografía, que fou durant molt temps l'òrgan de difusió de la Reial Societat Fotogràfica. També col·laborà en diverses revistes, entre elles Blanco y Negro.
El mateix any, va col·laborar amb els fotògrafs d'origen suís, Oscar Hauser i Adolfo Menet, els qui havien fundat a Madrid una empresa d'arts gràfiques, amb diverses fotografies realitzades a la ciutat de Conca per transformar-les en postals. Al juny, es pot llegir el següent en un article publicat en la revista El Coleccionista de Tarjetas Postales: «(...) a la sèrie de targetes publicades pels senyors Hauser i Menet, cal afegir 26 noves, que reprodueixen monuments o paisatges de diverses ciutats entre elles Conca. Presenten aquestes targetes la novetat d'haver estat fetes sobre clixés del Sr. D. A. Cánovas, conegudes el mestratge i exquisit gust que llueixen en els treballs d'aquest distingidíssim afeccionat, poden formar-se la idea del mèrit de les seves noves produccions (...)».
En 1902 guanyà el premi patrocinat per la revista Blanco y Negro per a il·lustrar les Doloras de Ramón de Campoamor que, posteriorment, van ser reproduïdes en un àlbum de disset postals del que es van arribar a vendre 180.000 exemplars. En 1904 va obrir l'estudi Kaulak a Madrid en el número 4 de la carrer Alcalá (anteriorment va ser l'estudi del també fotògraf Antonio Portela). Des del primer moment passen pels seus salons l'alta societat madrilenya inclosa la reialesa. En 1912 va publicar un llibre tècnic: La fotografía moderna. Manual compendiado de los conocimientos indispensables del fotógrafo.
L'escriptor i periodista Luis Araujo-Costa atribuiria a la fotografia de Kaulak inspiracions en diferents pintors del segle xviii, declarant el següent:
| «                      | Sense l'influx dels pintors anglesos dieciochescos, sense el pols suau de Watteau, sense els pastissos de Quentin La Tour, el colorit de Nattier, les carnacions de Larguillière, el repòs de Boucher i Chardin, les ingenuïtats malicioses de Greuze i les galanteries de Fragonard, no és possible comprendre el temperament de Cánovas, ni els jocs de llums i ombres que donen als seus retrats to i caràcter | » |
| — Luis Araujo-Costa () | |   |

Kaulak va morir a Madrid el 13 de setembre de 1933. Fou enterrat en la Sacramental de San Isidro el divendres 15 de setembre.
El seu estudi va ser regentat per part de la seva família després de la Guerra Civil Espanyola, fins que va tancar definitivament en 1989. En 2004 part dels seus fons van passar a l'Estat en exercir est el dret de tempteig en una subhasta, per un valor de 9.500 €.